# ひるね姫 〜知らないワタシの物語〜

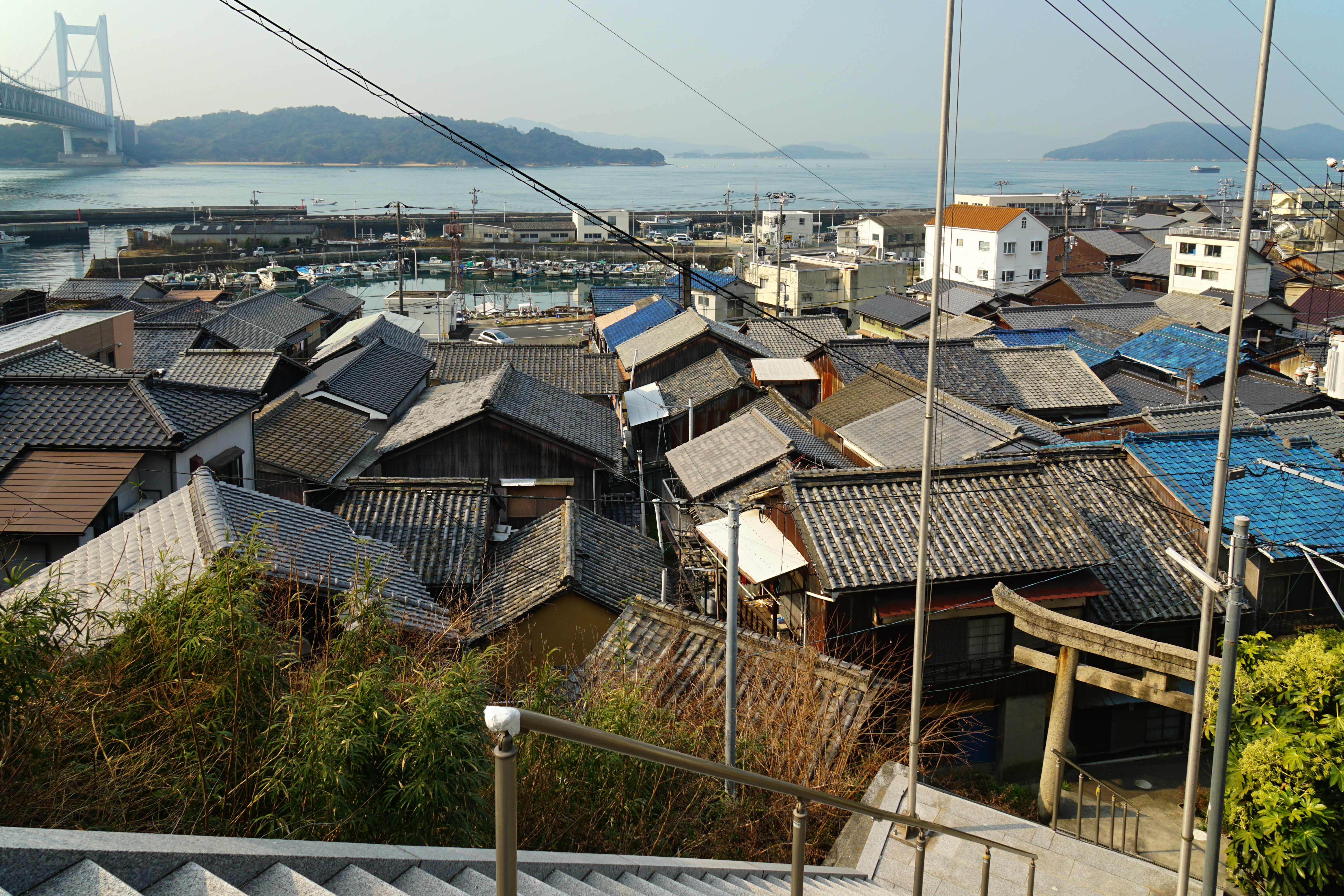
映画に登場する景色 - 田土浦坐神社から望む下津井の町並み

『ひるね姫 〜知らないワタシの物語〜』（ひるねひめ しらないワタシのものがたり）は、2017年3月18日公開の神山健治監督によるアニメ映画。
スピンオフとして『エンシェンと魔法のタブレット 〜もうひとつのひるね姫〜』がある。

## ストーリー
岡山県倉敷市児島、瀬戸大橋のたもとののどかな町・下津井で、無愛想な父モモタローと二人暮らしをしている女子高生の森川ココネ。彼女はいつも昼寝をするたび、不思議なことに同じ夢ばかりを見ていた。
ココネは、夢の中では機械産業が盛んなハートランド王国の姫エンシェンになっていた。彼女はタブレットを使い魔法を操ることが出来たため、父親である国王によってガラスの塔に幽閉されていた。ハートランドにはエンシェンを狙う巨大な鬼がたびたび現れて街を破壊するため、国王は巨大な人型ロボット・エンジンヘッドを開発して街を守っていた。エンシェンは魔法で命を吹き込んだ人形ジョイと共に城を抜け出して鬼を倒そうとするが、その場面で夢が終わり、ココネは目を覚ます。
2020年、東京オリンピックの3日前。学校に登校したココネはホームルームの最中に再び昼寝をしてしまい、夢の続きを見る。エンシェンは、鬼に立ち向かった男ピーチと行動を共にし、タブレットでサイドカー「ハーツ」に命を吹き込んだ。しかしそこに国王の家来ベワンが兵隊を連れて現れ、タブレットを渡すように迫る。ピーチはエンシェンを逃がすためにベワンに立ち向かい、エンシェンはハーツに乗ってピーチの隠れ家から脱出する。
終業式を終え夏休みに入ったココネは、担任から「モモタローが警察に逮捕され、東京に連行された」と聞かされる。ココネは、モモタローが墓参りに行ったはずの母イクミの墓に向かうと、そこにはひび割れたタブレットが入った人形・ジョイが置かれていた。その日の夜、ココネの自宅に怪しい三人組の男が現れ、ココネが部屋に落としたモモタローのタブレットを奪い取る。三人組のリーダーは夢に出て来たベワンそっくりで、父からのメールに「悪い奴」と書かれていた男だったため、ココネは自宅を訪れた幼馴染みの大学生モリオと共にハーツに乗り込み、男を追って高松空港に向かう。男からタブレットを奪い返した2人は森に逃げ込み、一緒に盗み出した男のスーツケースから、男の正体が日本有数の自動車会社・志島自動車の専務・渡辺一郎だと知る。渡辺はタブレットを取り戻すため、警察を動かしココネの行方を追う。一方、渡辺からの情報を得た警察は、モモタローが隠し持っていたスマートフォンを取り上げてしまう。
再び夢を見たココネは夢の中でモリオと再会。さらに、この夢が子供の頃に父から聞かされた物語だと気づく。2人はハーツに乗って空を飛び、ベワンに捕まったピーチを助けに向かうが、途中で燃料切れとなり墜落してしまう。夢から覚めると二人はなぜか大阪にいた。彼らが寝ている間、ハーツの自動操縦機能によって移動していたのだ。二人とも同じ夢を見ていたことが分かり、モリオはココネが見ている夢が現実の事件を解決する鍵だと考える。ガソリンスタンドで休む二人の元にモリオの父から電話がかかり、ココネの母が志島自動車の会長・志島一心の娘だと聞かされる。さらに、その場にいた渡辺から「モモタローが盗んだ会社の重要データが入っているタブレットを返せ」と迫られる。ココネは、父が悪事を働くはずはないと、「直接一心に会って誤解を解く」と伝える。
ココネとモリオは追手の目をそらすためにハーツを自動操縦で岡山に向かわせた。その後新幹線で東京に向かおうとするが、二人ともお金を持っていないことに気付き途方に暮れる。しかしココネがタブレットで父に助けを求めると、突然駅員が乗車券を渡してくれ、さらに新幹線の中でも駅弁が差し入れられるなどの特別扱いを受ける。「現実でも魔法が使えるようになった」と喜ぶココネはそのまま眠ってしまい、夢を見る。
ハートランド国王はエンジンヘッドを出撃させて鬼を迎え撃つが、人力のエンジンヘッドでは鬼には太刀打ち出来なかった。エンシェンはエンジンヘッド内部に入り、魔法の力でエンジンヘッドを動かして戦おうとするが、国王の家来たちはそれに反対し、動力を停止させてしまう。エンシェンは最上部に向かい動力を再起動させるが、直後に鬼が攻撃を始め、最上部から転落する。間一髪でピーチに助けられた瞬間、エンシェンはイクミに姿を変え、地上に落ちていく。夢から覚めたココネは、この夢が作り話ではなく、母イクミの思い出話なのだということに気付く。
東京に到着した二人の前に志島自動車の社員が現れ、モリオは囮になってココネを逃がす。しかし社員たちは「渡辺から守るために来た」と語り、タブレットの秘密を語る。タブレットの中には、イクミが開発した自動操縦プログラムのオリジナル・データが入っており、渡辺がデータを手に入れて、一心を失脚させようと企んでいるのだという。切符や駅弁も彼らが手配したものだった。モリオは社員たちと共に警察署に向かい、釈放されたモモタローを連れて志島自動車本社に向かう。一方、一人で志島自動車本社に来たココネは門前払いを受けて途方に暮れていたが、そこに事情を知らない一心が現れる。自分を孫だと知らない一心に母の話を聞いたココネは、一心と別れた後、渡辺に捕まりタブレットを奪われてしまう。
夢の中に入ったココネ。ベワンは、国王が鬼退治に失敗した後に、魔法を使って自分が開発したエンジンヘッドで鬼を倒して国王の座を奪うつもりだと語り、用済みになったタブレットを棄ててしまう。それを拾おうとしたココネは城の上部から落下する。騒ぎに気付いた国王が現れ、自分がイクミにプレゼントしたジョイをココネが持っていることに気付き、全ての事情を理解してベワンを捕まえる。しかしそこに鬼が現れて攻撃を始め、城が破壊されそうになる。駆け付けたピーチがエンジンヘッドに乗り込み、魔法の力で強化されたエンジンヘッドで鬼を倒すが、ベワンが呪いの魔法を使ったため鬼が暴走を始める。エンジンヘッドは鬼と共に宇宙に飛び出し、ココネは戻ってきたハーツに乗り込みピーチを助けるため宇宙に向かう。
目が覚めると、ココネは本社ビルの30階から転落しかけていた。モモタローはココネの手を握り、1階ではモリオや社員たちが突然現れたハーツと共にココネを助けようとしていた。ココネとモモタローは力尽きて転落するが、ハーツに助けられて無事に1階に着地する。二人は騒ぎを聞いて集まったマスコミに囲まれる中、一心と再会する。騒動が終わった後、東京オリンピックの閉会式をモモタロー、一心と共に自宅で見ていたココネは、イクミのような開発者になるために、高校を卒業したら東京の大学に進学することを二人に伝える。

## 登場人物

### 現実世界
森川 心羽（もりかわ ここね）
声：高畑充希
本作の主人公。倉敷市児島の下津井に住む高校3年生の女子。映画のパンフレットおよびスタッフロール、小説版などではおおよそココネとカタカナで表現されるが、映画内や小説版において「心に羽と書いてココネと読む」と言及されている。
高校最後の夏休みを前に進路について漠然とした悩みを持つが、イマイチ自身でも悩みの実態や自身の希望・展望をつかみ取れていない、良くも悪くものほほんとした田舎の女子高生。家は零細の自動車修理工場「森川自動車」で、父親のモモタローは同自動車工場を一人で切り盛りしている。母親のイクミはココネが幼い頃に亡くなっており、母の形見である青犬のぬいぐるみのジョイを宝物として大事にしている。父と二人暮らしのため料理が得意。勉強は苦手で難しい漢字は読めない。
とかく、よく眠気に襲われる事が多く、友人たちからは特技とまで言われるほど昼寝に興じ夢を見る。夢の内容は幼い頃に父より聞かされた童話である「エンシェンと魔法のタブレット」の内容に準じている。また本騒動に巻き込まれた後においては、昼寝時に見る夢と現実とが微妙にリンクするようになっていく。
普段はのほほんとしているが、父母譲りのたぐいまれな行動力を持つ。自身の行動力をもってモリオを巻き込み、警察にとらわれた父を助けるためにタブレットを持ってシジマ自動車と直接交渉を行おうとする。
佐渡 モリオ（さわたり モリオ）
声：満島真之介
ココネの幼馴染で、現在は東京の大学に通っているが、夏休みに入り下津井に帰省している。ココネの父であるモモタローのバイク仲間である佐渡の息子。父に言われてココネの様子を見に森川自動車へやってきたことから、騒動に巻き込まれる。自称、リアリスト。状況に対処するために情報を検索し、ココネに彼女の知らない（ただし公には出ている）モモタローとイクミの過去を教える。（なお小説版・つばさ文庫版ではシジマ自動車やイクミの情報を得る手段としてウィキペディア日本語版を情報ソースとして活用している）またココネを守るため知恵を出し奮闘する。幼いココネと共にモモタローから「エンシェンと魔法のタブレット」の物語を聞かされている一人でもある。
佐渡（さわたり）
声：高木渉
モモタローのバイク仲間のひとり。地元の零細船舶整備会社である佐渡船舶の社長で、モモタローとは技術者仲間でもある。モリオの父。モモタロー逮捕の非常時にココネの身を案じてモリオに様子を見に行かせた。
雉田（きじた）
声：前野朋哉
モモタローのバイク仲間のひとりで警察官。バイク好きが高じて岡山県警の白バイ隊員となった人物。モモタローの逮捕に関して保釈などの手続きに奔走するが、警察の縦割り社会や、警視庁と岡山県警（地方警察）という管轄違いおよび力関係によって阻まれてしまう。のち佐渡と共に渡辺に対処する。
森川 イクミ（もりかわ イクミ）
声：清水理沙
ココネの母。物語開始時点では故人。旧姓は志島（しじま）で、シジマ自動車の創業者にして会長である志島一心の一人娘。米国カーネギーメロン大学留学の経験もあり、ソフトウェアのプログラム開発に大きな才覚を持っていた。留学後にシジマ自動車に入社した後は役員として自動車に情報技術を取り入れた、自動運転技術の開発プロジェクトを立ち上げようとする。だが、彼女の遠い時代を見据えた慧眼は一心を初めとする当時の経営陣には受け入れられず、そこに渡辺の介入も相まって父娘の仲も決裂。シジマ傘下である電装系の零細子会社「志島技研」に飛ばされてしまい、そこで自身の夢の最大の理解者となってくれたモモタローと出会う。モモタローと共に自主開発に情熱を傾ける中、駆け落ち同然の結婚をしてココネを授かるも、開発中の技術のテストランの際に不慮の事故で帰らぬ人となった。
森川 モモタロー（もりかわ モモタロー）
声：江口洋介
ココネの父。たった一人で自動車整備工場「森川自動車」を切り盛りする工業技術者。地元の年寄りたちの運転技術を危ぶんで、イクミが残し自身の手で完成させた自動運転技術をコッソリ地元に供与していたが、その動きを渡辺に感づかれて技術を狙われる事となり、陥れられて警視庁に確保されてしまう。基本的に不愛想でぶっきらぼうな、生きる事に器用ではいられないタイプの実直な男。渡辺はその様を「愚直」と評して愚かと笑う。
元は志島技研の技術者であり同時にテストパイロット。そもそもが郷里の岡山にて工業高等学校を卒業した後に上京し、契約社員として志島技研に勤務した元ヤン。イクミの夢に共感し、彼女と共に自動運転技術の開発を行っていた。だがイクミを失ったことで志島技研を離れ、市井の自動車技術者としてココネを育てながら生きていく事を誓う。愛用のジャージを元ヤンらしく着崩して自らのスタイルとしている事から、地元の子どもたちからオラジャー（オラオラジャージの略）と呼ばれているが、そのスタイルに関しては娘（ココネ）からは呆れられている。
イクミと共に夢を追う中で、彼女の技術を吸収するとともに自身のハード技術も彼女の開発の一助になった事から、イクミ派に属していた志島グループの研究者・技術者たちからは現在でも伝説の技術者として密かに崇められている存在であったりもする。
志島 一心（しじま いっしん）
声：高橋英樹
シジマ自動車の創業者にして会長。イクミの実父であり、すなわちココネの母方祖父にあたる人物。来るべき2020年の東京オリンピックにシジマの自動運転技術車を投入しようと願い、その開発を急かしている。その心の中にあるのは時代を見据えられなかったが故に愛娘を喪ってしまった事に対する贖罪を願う思いであり、娘と別れてしまった事を常に後悔し続けている。が、それゆえに渡辺に利用されてしまってもいる。
イワサキ、タニ、エン爺
声：白鳥哲（イワサキ）、松田健一郎（タニ）、西村知道（エン爺）
シジマ自動車の社員で反渡辺派。
タカハシ社長
声：岩崎ひろし
シジマ自動車の社長。渡辺と組んで一心を陥れようとした。
チコ
声：富岡美沙子
ココネの友人。三つ編みに眼鏡をかけている。
モリオ友人
声：内田雄馬
朝のバス停でVRヘッドセットをつけていた。
現場主任
声：白熊寛嗣
先生
声：各務立基
ココネのクラスの担任。ホームルーム中に居眠りをしていたココネを叱ったり、モモタローが逮捕されたことをココネに知らせた。
塚本刑事、小山刑事
声：斎藤志郎（塚本）、長谷川芳明（小山）
渡辺に騙され東京からモモタローを逮捕しにやってきたが、内心では渡辺を疑っていた。後に誤認と分かりモモタローを釈放する。
アナウンサー
声：徳島えりか（日本テレビアナウンサー）、安村直樹（日本テレビアナウンサー）
渡辺 一郎（わたなべ いちろう）
声：古田新太
本作の悪役。ココネが持つモモタローのタブレット端末を奪うために東京の大手自動車メーカーであるシジマ自動車からやって来たヒゲ男。モモタローのタブレットを「シジマ自動車から盗まれたもの」と偽って彼を陥れ、警視庁に誤認逮捕させ動きを封じた上で、タブレットを持つココネを追い、付け狙う。
実はシジマ自動車の専務取締役で、志島会長を蹴落とし会社の実権を掌握しようと画策していた。そのためにイクミが構築しモモタローが完成させた自動運転技術のオリジナルコードを狙っており、それが全ての出来事の元凶の一つとなっている。イクミと一心に湧いた世代間ゆえ、技術者ゆえの軋轢を、言葉巧みに双方に働きかけて嘘を用いて撹乱・誘導し、志島家の父娘の絆を破壊した張本人でもある。
シジマ自動車の人間ではあるものの、徹底した文系管理職気質。技術者のような「作る人間」に対しては徹底した軽蔑心を持っており「自分が利用している道具」という意識が強く、シジマの他の社員に対してはその本音を隠しきって接している。そして自身の本音も見抜けずにいる技術者や社員たちに対しては心から軽蔑して内心で見下しており、それは他ならぬ自身の雇い主である一心を相手にしても例外ではない。
奪ったオリジナルコードは自身が秘密裏に作らせた自動運転技術車に搭載し、一心が作らせている自動運転技術車が失敗した後に出して成功させることで一心を失脚させようとしていたが、ココネが会社内で起こした騒ぎにより一心が現れ企みが露見。逆に自身の転落を余儀なくされ、悪あがきとしてシジマ自動車の自動運転技術が失敗したとSNSに書き込んで炎上させ会社の評判を失墜させようとするが、書き込んだ渡辺自身も真っ先に炎上の標的となり、社会的に破滅する末路を辿った。
渡辺の部下
サングラスをかけた二人。ホワイトボートをタブレットと間違えたり、ココネを逃がしてしまうなど、役に立たない。

### 夢の中の人々
エンシェン・ト・ハート
声：高畑充希
夢の中のココネ。機械の国「ハートランド」の姫君にして魔法使い。機械技術を是とするハートランドにおいて、異端の技術である魔法を使う事から、ガラスの牢獄に幽閉されてしまっている。彼女の力が災いとなる「鬼」を呼ぶと言うが、その「鬼」を倒すにはエンシェンの魔法の力が不可欠となっている。が、それを理解できている人間はハートランドにはいない。だが国に理解されずとも、自身はハートランドを心から愛する気高き姫君である。
使う魔法は、魔法のタブレット端末を媒介として、機械に「(疑似的な)生命」である「ココロネ」を吹き込む事の出来る「ココロネの魔法」であり、これをもってジョイやハーツに意思を与えた。
ハートランドを襲う「鬼」による災禍の騒動の中で、一人混乱の中「鬼」に立ち向かう青年であるピーチを見出し、彼に力を与え、ともに国を守るため、城を出奔。のちピーチと共に鬼を相手に立ち向かう。
当初はココネこそがエンシェンであるかのように表現されていたが、途中からエンシェンとココネは分離してしまい、それは本作の物語の中で大きな意味を持つ事となっている。
ジョイ
声：釘宮理恵
現実世界ではココネの持つぬいぐるみだが、ココネの夢の中ではエンシェンの魔法によって「ココロネ」を吹き込まれた、エンシェンの一番の理解者であり親友。常にエンシェンと共にあり、彼女にアドバイスを与える。エンシェンが出てこれなくなった後にはココネの従者として振る舞う。また本来ハートランドに出てこれないはずの人物（中途乱入のモリオや物語後半のココネ）に対しての解説役としての立場も持っている。
ハーツ
現実世界では森川家にある自動運転技術を備えたサイドカーだが、夢の中ではエンシェンによって「ココロネ」を吹き込まれており、サイドカー形態からロボット形態に変形することができる。だが、ハーツにココロネを与えた事は、エンシェンが幽閉されるきっかけにもなっており、彼女が城を脱出するまでは魔法のタブレットと共に封印されていた。
ピーチ
声：江口洋介
夢の中のモモタロー。田舎からハートランドにやって来た男。田舎から出てきたばかりでハートランドのやり方に馴染めずにいる。「鬼」のもたらした騒動で一人、立ち向かった事によりエンシェンに見出され、彼女と共に「ココロネの魔法」を完成させ、これを切り札に「鬼」を退治するための旅に出ることになる。
ベワン
声：古田新太
夢の中の渡辺。ハートランドの大臣のひとりにして異端審問官。エンシェンの魔法の力を疎み、彼女を「ハートランドに災いをもたらす者」と見做して幽閉するよう、国王に働きかけた人物。実は自身も魔法使いであり、悪しき「言葉の魔法」を用いてハートランドに「鬼」を呼び寄せていた。
ハートランド国王
声：高橋英樹
エンシェンの父でありハートランドの国王。エンシェンを愛し国民の幸せを願う優しい心の持ち主だが、頭が固く頑迷なところがある。ハートランドを独裁的に統治し、機械こそが人々を幸せにすると信じて国民に機械を作らせるが、そのために国民に不自由な思いもさせていた。また、エンシェンの魔法の力を理解できず、ベワンに勧められるままに彼女を幽閉してしまう。エンシェンの魔法の力に惹かれる「鬼」と戦うため、自国の技術の粋を結集させて人型の弩級ロボット兵器「エンジンヘッド」を作らせた。のち「鬼」との戦いの中で愛娘エンシェンを喪ってしまった事を知って嘆き「なぜ娘を理解できなかったのか」と自らを責め続けていた。
ベワンに捕らわれたココネの姿を見て、その側にジョイが従者としてついていた事から、ココネこそがエンシェン（＝イクミ）の忘れ形見と気づくとともに自身がベワン（＝渡辺）の嘘に踊らされていたことを悟る。
モリオ
声：満島真之介
ココネに巻き込まれて彼女の夢の中にも登場した「夢の中のモリオ」。捕らわれたピーチに代わり、エンシェン（＝ココネ）と共に、ピーチを助ける旅に加わる。エンシェンの言葉から状況を考察し「次に目が覚めた時には自分はこの夢を覚えていない」と結論付け「夢が無い」とエンシェンに叱られる。モリオの姿でいるのはジョイ曰く「物語に登場したことがないから夢の中での設定がない」。
タキージ
声：前野朋哉
ピーチとエンシェンの仲間。ピーチがベワンに捕らえられた事を伝えに来た。ウッキーと共にベワンの一味を足止めし、エンシェンとモリオを逃がす。声と姿は現実世界の雉田に似る。
ウッキー
声：高木渉
ピーチとエンシェンの仲間。タキージと共にピーチの状況を伝えベワンの一味を足止めし、エンシェンとモリオを逃がす。声と姿が現実世界の佐渡に似ていたため、モリオは思わず自分の父親と勘違いしたが「おめーみてーなでけぇ息子をもった覚えはねぇんじゃ！」と一蹴されてしまう。
ココネ
声：高畑充希
夢の中の物語の後半に登場する「本当の夢の中のココネ」。真に現実のココネと対応している存在。現実と同じく、ピーチ（＝モモタロー）とエンシェン（＝イクミ）の娘であり、エンシェンが完成させた「ココロネの魔法」の力を受け継いでいるが、自身はその力の使い方を解ってはいない。しかし鬼に立ち向かう父の危難を前にしてハーツに導かれ、自身の魔法に覚醒し、ピーチを救うために上空へと飛び出していく。
鬼
ハートランドを襲う黒い人型の怪物。頭部が無く、胸の場所に大きな口があり、体内には灼熱の溶岩が煮えたぎっている。エンジンヘッドがこれを倒す唯一の兵器とされるが、そのためにはエンシェンの「ココロネの魔法」が必要。現実世界におけるモデルはシジマ自動車に向けられた世間からの非難や悪意であり、ハートランド国王はエンシェンの魔法（＝イクミが提唱する自動操縦技術）が招いたものと信じていたが、真相はベワンの陰謀による悪しき「言葉の魔法」（＝インターネットへの扇動的な書き込み）で呼び寄せられていた。ピーチとココネの協力による「ココロネの魔法」を得たエンジンヘッドの力に敗れて倒れるも、その残骸がベワンの魔法により黒い無数の蝙蝠の姿となって拡散しハートランド中を炎上させるが、最後はシジマ自動車の自動運転技術の成功がマスコミによって報道され、その後の東京オリンピックでも無事に自動運転技術車が登場したことで炎上も鎮静し、完全に滅び去った。

## スタッフ
- 原作・脚本・監督 -神山健治
- キャラクターデザイン原案 - 森川聡子
- 演出 - 堀元宣、河野利幸、黄瀬和哉
- 絵コンテ - 神山健治、堀元宣、クリストフ・フェレラ、橘正紀
- ハーツデザイン原案 - コヤマシゲト
- キャラクターデザイン - 佐々木敦子
- メカニックデザイン - 清水洋、伊津野妙子
- クリーチャーデザイン - クリストフ・フェレラ
- サブキャラクターデザイン - 辻智子
- プロップデザイン - 辻智子、木村雅広
- 総作画監督 - 佐々木敦子、黄瀬和哉
- 作画監督 - エロール・セドリック、末澤慧、山内英子、雪村愛、鹿間貴裕、中村悟、山本祐希江、小磯由佳、近藤圭一、辻智子、西村郁、塚本知代美、君島繁、堀元宣、新井浩一
- エフェクト作画監督 - 竹内敦志
- 原画 - 新井陽次郎、安藤雅司、泉本二機、磯光雄、井上俊之、セドリック・エロール、小澤円、金田尚美、木村雅広、幸田直子、河野利幸、近藤圭一、齊田博之、佐古宗一郎、鹿間貴裕、末澤慧、塚本知代美、辻智子、寺井佳史、中西麻実子、中村悟、西尾鉄也、西田亜沙子、西村郁、Bahi JD、濱川修二郎、クリストフ・フェレラ、古川尚哉、前田義宏、増田敏彦、丸山修二、三好和也、森川聡子、山内英子、雪村愛、横田匡史、吉田南
- 色彩設計 - 片山由美子
- 色彩設計補佐 - 菅原美佳
- 美術監督 - 鮫島潔、日野香諸里
- 美術補佐 - 本田敏恵、大森崇、芳野満雄
- 美術設定 - 木村雅広、高橋武之
- 3D監督 - 塚本倫基
- 3Dレイアウト - 佐藤千織
- 編集 - 村上義典
- 撮影監督 - 田中宏侍
- 音楽 - 下村陽子
- 主題歌 - 森川ココネ [注 1]「デイ・ドリーム・ビリーバー」[9]（ワーナーミュージック・ジャパン）
- 音響監督 - はたしょう二
- 製作 - 中山良夫、石川光久、高橋雅美、桜井徹哉、堀義貴、長澤一史、垰義孝、井上伸一郎、沢桂一、藪下維也、髙橋誠、坂本健
- エグゼクティブプロデューサー：門屋大輔、高橋望、森下勝司
- 企画 - 奥田誠治
- プロデューサー - 岩佐直樹、櫻井圭記
- アソシエイトプロデューサー - 櫛山慶、佐藤圭介
- ラインプロデューサー - 山下賢治、小川拓也
- 配給 - ワーナー・ブラザース映画
- 制作協力 - Production I.G、XEBEC、マッドハウス、GAINAX、中村プロダクション、他
- アニメーション制作 - シグナル・エムディ
- 製作幹事 - 日本テレビ放送網
- 製作 - 「ひるね姫」製作委員会（日本テレビ放送網、Production I.G、ワーナー・ブラザース映画、博報堂DYメディアパートナーズ、ホリプロ、Hulu、バンダイ、KADOKAWA、バップ、読売テレビ放送、KDDI、ローソンHMVエンタテイメント、札幌テレビ放送、宮城テレビ放送、静岡第一テレビ、中京テレビ放送、広島テレビ放送、福岡放送、西日本放送）

## 制作
- 2016年4月18日に本長編アニメ「ひるね姫 〜知らないワタシの物語〜」が2017年公開で制作されていることを森川ココネとハーツの原画、舞台の岡山・児島の背景美術と共に公表[10][11]。

## 興行成績
- 2017年3月18日-19日の土日週末興行成績、9位に初登場。18日からの3日間で動員12万6,200人、興収1億6,250万円となった[12]。
- 2017年6月、中国での映画配給、ほかに45の国と地域で配給が決定した[13]。
- 2017年9月8日から北米公開された[14]。

## 受賞歴
- 第41回日本アカデミー賞 優秀アニメーション作品賞[15]
- VFX-JAPANアワード 2018 劇場公開アニメーション映画部門優秀賞[16][17]
- 第21回ファンタジア国際映画祭観客賞 アニメーション部門金賞

ほか、第45回アニー賞の長編インディペンデント作品賞にノミネートされた。

## イベント
- 2017年2月24日から3月19日に開催される、「ニューヨーク国際子ども映画祭」にて上映されることが決定[19]。
- 2017年3月2日(木)から3月6日(月)に開催される、「ゆうばり国際ファンタスティック映画祭2017」のオープニング招待作品に決定[20]。
- 2017年3月10日から3月13日にかけて開催される、東京アニメアワードフェスティバル2017(TAAF2017)のオープニング作品に決定した[21]。
- 2017年3月1日から当分の間、ラッピング電車･バスが運行される。使用される車両は115系電車1編成で、運行範囲は、JR西日本岡山支社の瀬戸大橋線（岡山駅〜児島駅〜琴平駅間）、宇野みなと線（岡山〜宇野駅間）、山陽本線（姫路駅〜岡山〜三原駅間）、赤穂線（岡山〜播州赤穂駅間）、伯備線（岡山〜備中高梁駅〜新見駅間）、バスでは、下電バス下津井循環線とこはい号ほか、児島〜倉敷間を運行する路線バス（天城線・塩生線など）で運行される。

そのほかJR児島駅のホームではデニム素材でできたポスターや劇中のココネの制服をイメージした衣装を展示している。
- 2017年6月12日からフランスで開催された「アヌシー国際アニメーション映画祭」で上映された。
- 2017年6月17日から中国で開催されている「上海国際映画祭」にパノラマ部門で出品された[13]。
- 2017年10月5日から15日までスペインで開催されているシッチェス・カタロニア国際映画祭Anima’t部門（アニメーション部門）に公式招待作品として、上映が行われた[22]。
- 2017年11月18日、「ちちぶ映画祭」で『ひるね姫 』『攻殻機動隊 STAND ALONE COMPLEX The Laughing Man』の上映、神山健治監督のトークショーや制作資料展示も開催される[23][24]。

## メディアミックス
神山健治による小説版が『ダ・ヴィンチ』（KADOKAWA）にて2017年2月号から4月号まで連載。
一花ハナ作画による漫画版が『コミックNewtype』（KADOKAWA）にて2017年2月27日から12月9日まで連載された。

## 関連書籍
- ＜角川文庫＞ 小説 ひるね姫 〜知らないワタシの物語〜、著：神山健治、ISBN 978-4-04-102629-8、発売日：2017年2月25日
- ＜角川つばさ文庫＞ ひるね姫 〜知らないワタシの物語〜、作：神山健治、挿絵：よん、ISBN 978-4-04-631693-6、発売日：2017年3月10日
- ＜ウォーカー＞ 神山健治Walker、ISBN 978-4-04-895966-7、発売日：2017年3月29日)
- ＜ビジュアルガイド＞ ひるね姫 〜知らないワタシの物語〜 公式ガイドブック、ISBN 978-4-04-105565-6、発売日：2017年3月30日)
- ＜コミック＞ ひるね姫 〜知らないワタシの物語〜、漫画：一花ハナ、作：神山健治
  1. ISBN 978-4-04-105458-1、発売日：2017年4月10日
  2. ISBN 978-4-04-106298-2、発売日：2017年12月9日

## Blu-ray・DVD
- Blu-ray スペシャル・エディション VPXT-71535、2017年9月13日発売
封入特典：特製ブックレット2冊
映像特典：
  - hulu オリジナル『エンシェンと魔法のタブレット〜もうひとつのひるね姫〜』
  - 完成披露舞台挨拶
  - ノンクレジット エンディングほか
- Blu-ray スタンダード・エディション VPXT-71536、2017年9月13日発売
- DVD スタンダード・エディション VPBT-14620、2017年9月13日発売

## スピンオフ
『エンシェンと魔法のタブレット 〜もうひとつのひるね姫〜』は本作のエンシェンを主人公にした短編アニメーション。
映画の前日譚となっている。
映画の公開に先駆け、動画配信サービス「Hulu」にて2017年3月上旬に配信開始。同年4月15日よりレンタルビデオ開始。